# Believe (TV-serie)
Believe  är en amerikansk science fiction-TV-serie som började visas på NBC den 10 mars 2014. Skapad av Alfonso Cuarón och J.J. Abrams är exekutiv producent.

## Handling
Bo är en tioårig flicka som föddes med speciella förmågor som hon inte kan kontrollera. När dessa börjar utvecklas måste de människor som skyddar henne vända sig till en utomstående. Detta leder dem till William Tate, en oskyldigt dödsdömd fånge, som de fritar ur fängelset. Även om han är ovillig att ta på sig rollen som hennes beskyddare så bildar de ett band som kommer att vägleda dem till att hjälpa både varandra och andra utomstående samtidigt som de ständigt är på flykt från polisen.

## Rollista (i urval)
- Johnny Sequoyah – Bo
- Jake McLaughlin – Tate
- Delroy Lindo – Winter
- Kyle MacLachlan – Skouras
- Sienna Guillory – Moore
- Jamie Chung – Channing
- Arian Moayed – Corey
- Tracy Howe – Sparks